# Micropholcus fauroti
Micropholcus fauroti là một loài nhện trong họ Pholcidae. Loài này được phát hiện ở tropen en is ingevoerd năm België. Loài này là loài điển hình của chi Micropholcus.